# Hermanos (película de 1939)
Hermanos es una película de Argentina en blanco y negro dirigida por Enrique De Rosas sobre su propio guion que se estrenó el 13 de abril de 1939 y que tuvo como protagonistas a José Gola, Francisco Petrone y Santiago Arrieta.

## Sinopsis
Cuatro hermanos dejan de lado sus diferencias a la hora de ayudar al hermano caído.

## Reparto
- José Gola
- Francisco Petrone
- Santiago Arrieta
- Roberto Fugazot
- María Santos
- Augusto Codecá
- Amelia Bence
- Homero Cárpena
- Carlos Fioriti
- Froilán Varela
- Isabel Figlioli
- Vicente Espil
- Warly Ceriani
- José De Ángelis

## Comentarios
En la crónica de El Mundo se dijo: “Brochazos urbanos de fresca animación, gratas ilustraciones musicales, y un conjunto de intérpretes valiosos. Esto es lo bueno que se puede extraer de Hermanos y la crítica de La Razón sintetizaba: “Es hermosa la idea quien inspiró, también el colorido porteño. La trama, en cambio, nos parece poco consistente, lo mismo los caracteres.”